# Stafford (Kansas)
Stafford és una població dels Estats Units a l'estat de Kansas. Segons el cens del 2000 tenia 1.161 habitants.

## Demografia
Segons el cens del 2000, Stafford tenia 1.161 habitants, 525 habitatges, i 305 famílies. La densitat de població era de 476,9 habitants/km².
Dels 525 habitatges en un 25,1% hi vivien nens de menys de 18 anys, en un 45,7% hi vivien parelles casades, en un 9,5% dones solteres, i en un 41,9% no eren unitats familiars. En el 39,4% dels habitatges hi vivien persones soles el 24,4% de les quals corresponia a persones de 65 anys o més que vivien soles. El nombre mitjà de persones vivint en cada habitatge era de 2,12 i el nombre mitjà de persones que vivien en cada família era de 2,83.
Per edats la població es repartia de la següent manera: un 23,9% tenia menys de 18 anys, un 5,3% entre 18 i 24, un 20,4% entre 25 i 44, un 21,5% de 45 a 60 i un 28,9% 65 anys o més.
L'edat mediana era de 45 anys. Per cada 100 dones de 18 o més anys hi havia 76,1 homes.
La renda mediana per habitatge era de 27.092 $ i la renda mediana per família de 32.383 $. Els homes tenien una renda mediana de 26.307 $ mentre que les dones 18.438 $. La renda per capita de la població era de 16.032 $. Entorn de l'11,2% de les famílies i el 16,4% de la població estaven per davall del llindar de pobresa.

## Poblacions més properes
El següent diagrama mostra les poblacions més properes.